# 伊佐市立大口中央中学校
伊佐市立大口中央中学校（いさしりつ おおくちちゅうおうちゅうがっこう）は、鹿児島県伊佐市にある市立中学校。
2016年、伊佐市の旧大口市区のすべての市立中学校を統合して開校。

## 沿革

### 伊佐市の中学校再編
伊佐市教育委員会は2010年、「伊佐市立中学校再編成実施計画」を策定した。これは、人口の減少や少子化傾向により、とくに郊外地域で生徒・児童数が減少し、学校規模や教育環境において市街中心部の学校と相違が生じつつあることから、学校の再編成が検討されたものである（なお小学校の再編成については、コミュニティの中心としての性質にかんがみ、当面見送りとされた）。
この計画による第一次再編成として、旧大口市域にあった3校（伊佐市立大口中学校、伊佐市立山野中学校、伊佐市立大口南中学校）が統合され、2016年4月、旧大口中学校校地に大口中央中学校が開校した。これにより市域の市立中学校は2校となる（もう1校は伊佐市立菱刈中学校）。将来的には第二次再編成として、2036年頃を目途として菱刈中学校とも統合が行われる計画である。